# Mykola Sjaparenko
Mykola Volodymyrovytj Sjaparenko (ukrainska: Микола Володимирович Шапаренко), född 4 oktober 1998 i Velyka Novosilka rajon i Donetsk Oblast, är en ukrainsk fotbollsspelare som spelar för Dynamo Kiev i ukrainska Premjer-liha. 

## Klubbkarriär

### Illichivets
Mykola Sjaparenko flyttade som elvaåring till staden Mariupol i östra Ukraina för att träna i FC Illitjivets (numera FC Mariupol) fotbollsskola Youth Sportive School #4. Han spelade med Illitjivets ungdomslag fram till säsongen 2014/2015 då Rysslands annektering av Krim och oroligheter i området gjorde att laget avbröt säsongen. Sjaparenko och ett antal andra lovande juniorer lyftes istället upp till A-laget FC Illichivets Mariupol. Han gjorde debut den 5 april 2015 när han byttes in i 89:e minuten i matchen mot Sjachtar och ersatte Ivan Matjazj. Han blev i och med inbytet den förste spelaren född 1998 att spela en match i Ukrainas högsta fotbollsliga. Den 30 maj samma år gjorde han på övertid sitt första mål i ligan efter att ha bytts in mot Dmitryj Skoblova i 63:e minuten och blev den tredje sextonåringen någonsin som gjort mål i ligan.  Han är den näst yngste spelaren som gjort mål i Premjer-liha. Rekordet innehas av Vasyl Jaroslavovytj Demidjak som bara var sju dagar äldre än Sjaparenko var när han spelade sin första match. 

### Dynamo Kiev
Mot slutet av säsongen 2014/2015, när det stod klart att FC Illitjivets skulle åka ur högsta ligan, började det ryktas om intresse från ligasegraren Dynamo Kiev. Han värvades till farmarlaget Dynamo Kiev II och spelade från start mot Oleksandria den första augusti samma år. Dynamo Kiev II förlorade matchen 0-1. I matchen därpå, en vänskapsmatch mot Uzjhorhod Overla, gjorde han sitt första mål i laget. Overla vann matchen med fyra mål mot ett. Säsongen 2015/2016 fortsatte han spela i U19 och gjorde sju mål på tjugofem matcher. Dynamo Kiev II vann ligan. Säsongen 2016/2017 spelade han i lagets U21 och gjorde tre mål på tjugoåtta matcher. Även den här säsongen vann laget ligan, så även a-laget Dynamo Kiev.  
Den 18 november 2017 debuterade han i Dynamo Kievs a-lag i Ukrainska Premier League. Han byttes in i 90:e minuten och ersatte den brasilianske mittfältaren Júnior Moraes i en match mot FC Zirka Kirovohrad.  Den 1 januari 2018 värvades han officiellt till Dynamo Kievs a-lag.

## Landslagskarriär
Sjaparenko har spelat i Ukrainas U18, U19 och U21-landslag. Sjaparenko debuterade för Ukrainas seniorlandslag den 31 maj 2018 i en 0–0-match mot Marocko, där han blev inbytt i halvlek mot Viktor Kovalenko.